# ناک، کامبریا
ناک (به انگلیسی: Knock) یک روستا در بریتانیا است که در کامبریا واقع شده‌است.